# 守口市立下島小学校
守口市立下島小学校（もりぐちしりつ しもじましょうがっこう）は、大阪府守口市下島町にある公立小学校。

## 沿革
- 1975年（昭和50年）4月1日 - 開校。

## 通学区域
- 下島町、八雲西町1丁目2～10番、12番6号以上（その他守口小学校通学区域を除く区域）、八雲西町3丁目、八雲北町1丁目、2丁目、外島町6番以上（その他阪神高速大阪守口線以西の区域）[1]

※卒業後は基本的に守口市立八雲中学校に進学する。